# Harsha Walia
Harsha Walia est une journaliste et militante pour la justice sociale et les droits des femmes, des migrants et des autochtones. Née à Manama (Bahreïn), elle a grandi en Inde et dans d'autres pays d'Asie du Sud, avant de s'établir au Canada, à Montréal puis à Vancouver. 
Diplômée en droit, cofondatrice de la section de Vancouver du réseau No one is illegal, elle écrit dans de nombreux journaux, magazines et blogues politiquement et socialement engagés:  Briarpatch, Canadian Dimension, Feministing, FUSE Magazine, Left Turn, People of Color Organize, Rabble, Z Magazine, etc. Elle est l'auteure de l'essai Undoing Border Imperialism (publiée en français par Lux Éditeur sous le titre Démanteler les frontières).